# Kitsissuarsuit
Kitsissuarsuit (grønlandsk for "stedet med den alsidige fangst",  dansk navn: Hunde Ejlande), er en bygd i Vestgrønland, beliggende ca. 21 km nordvest for Aasiaat i den tidligere Aasiaat Kommune, fra 2018 Qeqertalik Kommune. Position: 68°51′25″N 53°07′15″W. Bygden ligger på nogle små øer af samme navn i Diskobugten. Der bor ca. 79 indbyggere (2010) i bygden, der blev grundlagt i 1830, men pladsen blev også før 1830 benyttet af hvalfangerne.  Indbyggerne lever overvejende af fangst og fiskeri.
Kitsissuarsuit har skole, elværk, kommuneværksted med tilhørende vaskeri samt tømrerværksted og KNI Pilersuisoq. 1987 blev der etableret elektrisitetsværk, og havnen blev udvidet. Der er også bygget en vandtank med afsaltet havvand, der vil øge muligheden for at bygden overlever i fremtiden. Kirken er fra 1928 og har 110 siddepladser.
Kitsissuarsuit Helistop havde i 2008 76 afrejsende passagerer fra flyvepladsen fordelt på 31 starter. 
68°51′25″N 53°07′15″V / 68.8569°N 53.1208°V